# Sant Antoni de Pàdua d'Enveig
Sant Antoni de Pàdua d'Enveig és la capella particular de l'antic Castell d'Enveig, ara Casa dels Pastors, del poble cerdà d'Enveig, a la Catalunya del Nord.
Està situada al nucli vell d'Enveig, a l'edifici anomenat Casal dels Pastors, casa senyorial que és l'antic Castell d'Enveig, que des del segle xvii pertany a la família de Pastors.
Té un notable retaule barroc.